# Nav (folklore slave)
Nav (polonais : Nawia, tchèque : Nav, russe : Навь, slovène : Navje) est une expression utilisée pour désigner les âmes des morts dans la mythologie slave. La forme singulière (Nav ou Nawia) est également utilisée comme nom d’un monde souterrain sur lequel Veles exerce la garde ; elle est souvent interprétée comme un autre nom pour la variante souterraine du Vyraj.

## Étymologie
Les mots nawia, nav et ses autres variantes sont très probablement dérivés du proto-slave *navü-, qui signifie « cadavre », « décédé ».

## Âmes ou esprits
Le nawie, nawki, parfois aussi appelé lalki , était utilisé comme nom pour désigner les âmes des morts. Selon certains érudits (Stanisław Urbańczyk, entre autres), ce mot était un nom générique pour désigner les démons nés des âmes des morts tragiques et prématurées, des assassins, des sorciers et des morts noyés. On dit qu'ils sont hostiles et défavorables aux humains, jaloux de la vie. Dans le folklore bulgare, il existe douze personnages qui tirent le sang des femmes qui accouchent, alors que dans la Chronique primaire ruthène, ils sont présentés comme une personnification démoniaque de la peste de 1092 à Polotsk. Selon les contes populaires, le nawie prenait généralement la forme d'oiseaux.

## Monde souterrain
L'expression Nawia ou Nav a également été utilisée comme nom du monde souterrain slave, régi par le dieu Veles, isolé du monde par une mer ou une rivière vivante, selon certaines croyances situées au fond de la terre. Selon le folklore ruthène, Veles vivait dans un marais au centre de Nav, où il était assis sur un trône en or au pied de l’ arbre cosmique, brandissant une épée. Symboliquement, la Nav a également été décrite comme une immense plaine verte, un pâturage sur lequel Veles guide les âmes . L'entrée de Nav était gardée par un Zmey. Il est fort probable que ces croyances populaires aient été l'inspiration de l'idée néopaïen de Jav, Prav et Nav dans le faux littéraire connu sous le nom de Livre de Veles.

## Voir également
- Mavka
- Rusalka
- Vyraj
- Esprit impur